# Paralaxita lychnitis
Paralaxita lychnitis är en fjärilsart som beskrevs av Hans Fruhstorfer 1904. Paralaxita lychnitis ingår i släktet Paralaxita och familjen Riodinidae. Inga underarter finns listade i Catalogue of Life.